# Joseph De Combe
Josephus Franciscus (Joseph, Jos) De Combe (Antwerpen, 19 juni 1901 - aldaar, 28 december 1965) was een Belgisch zwemmer, waterpolospeler en basketbalbestuurder. Hij nam driemaal deel aan de Olympische Spelen en veroverde daarbij drie medailles. Hij werd ook achtmaal Belgisch kampioen in het zwemmen. Hij was ook stichter en jarenlang voorzitter van Antwerpse Basketbalclub.

## Loopbaan
Joseph De Combe nam als waterpoloër tweemaal succesvol deel aan de Olympische Spelen; in 1924 en 1936. In 1924 speelde hij een van de zeven wedstrijden en wist hij een zilveren medaille te winnen voor België. In 1936 speelde hij alle zeven wedstrijden en won brons. Hij won ook tweemaal brons op de Europese kampioenschappen waterpolo. In 1927 in Bologna en in 1934 in Maagdenburg.
In 1924 nam De Combe ook deel aan het onderdeel 200 meter schoolslag. Hij won hierin zilver. In 1928 deed hij opnieuw mee, maar werd uitgeschakeld in de reeksen. Hij werd ook achtmaal Belgisch kampioen op de 200 m schoolslag.
De Combe hield zich ook bezig met andere sporten. Hij werkte als machinist in de Verenigde Staten en was daar lid van New York Athletic Club. Bij zijn terugkeer in België ging hij aan de slag bij Bell Telephone en introduceerde mee het basketbal in België. Hij was ook doelman bij voetbalclub Sint-Ignatius SC Antwerpen en was ook actief in het baseball.
In 1938 richtte hij Antwerpse Basketbalclub op. Hij bleef meer dan 25 jaar voorzitter.

## Internationaal palmares

### 200 m schoolslag
- 1924:  OS in Parijs - 2.59,2
- 1927: 6e EK in Bologna - 3.01,0
- 1928: DNF reeks OS in Amsterdam

### Waterpolo
- 1924:  OS in Parijs
- 1927:  EK in Bologna
- 1934:  EK in Maagdenburg
- 1936:  OS in Berlijn

## Belgische kampioenschappen
Langebaan
| Onderdeel        | Jaar                                          |
| ---------------- | --------------------------------------------- |
| 200 m schoolslag | 1922, 1923, 1924, 1928 1929, 1931, 1935, 1938 |

Gérard Blitz · 
Maurice Blitz · 
Pierre Dewin · 
Albert Durant · 
Paul Gailly · 
Joseph Pletincx · 
Joseph De Combe · 
Joseph Cludts · 
Georges Fleurix · 
Jules Thiry · 
Jean-Pierre Vermetten
Gérard Blitz · 
Albert Castelyns · 
Pierre Coppieters · 
Joseph De Combe · 
Henri De Pauw · 
Henri Disy · 
Fernand Isselé · 
Edmond Michiels · 
Henri Stoelen